# Catherine Lachance
Cet article possède un paronyme, voir Catherine Lachens.
Catherine Lachance est une actrice québécoise, née le 28 mai 1969.

## Biographie
Catherine Lachance nait le 28 mai 1969. Elle exerce d'abord comme comédienne, jouant 10 années durant dans la série québecoise Histoires de filles.
Elle se reconvertit dans le coaching et les resources humaines avec son entreprise de formation Hémisphère Formation qui offre de développer les capacité des équipes de travail. En 2017 elle devient également porte parole de l'entreprise en économie sociale Certex.
En 2013, elle joue dans la saison  5 de 30 vies.
Pendant près de 30 ans elle est en couple avec l'acteur François Chénier, connu pour son rôle dans Radio Enfer ; le couple a eu deux enfants.

## Filmographie
Sauf indication contraire, les informations mentionnées dans cette section peuvent être confirmées par la base de données cinématographiques IMDb,  présente dans la section « Liens externes ».

### Télévision
- 2001-2011 : Une grenade avec ça? : Nancy Désilets[3].
- 1998-2008 : Histoires de filles : Judith[7] Gravel.
- 2004 :  L’Été… c’est péché : Chroniqueuse.
- 2003 :  Ce soir on joue : Rôles multiples
- 1996 : Radio Enfer : Suzie Smith[8].

### Cinéma
- Le Lépidoptère (1998), court métrage : La secrétaire[9].
- La Bête de foire (1992) Tania[9].

## Théâtre
- Ne pas déranger (2012[10]) : Julie[11].
- La Vie de Galilée (2008-2009) : Virginia.